# 모로코-스페인 관계
모로코-스페인 관계(아랍어: العلاقات المغربية الإسبانية, 스페인어: Relaciones Marruecos-España)는 모로코와 스페인의 양자 관계를 설명한다. 두 국가는 지리적으로 매우 인접하다.

## 역사

### 고대
고대 그리스 시기에 스페인과 모로코가 있던 지역은 지브롤터, 즉 헤라클레스의 기둥으로 알려진 곳이었다. 스페인 지역은 켈트족과 이베리아족이, 모로코 지역에는 베르베르인들이 거주하고 있었으며, 페니키아가 건설한 고대 카르타고 아래에 속했다. 포에니 전쟁의 시발점이 된 사군툼이 이베리아 반도 남부에 있었다. 카르타고 멸망 이후에는 로마 제국이 각각 히스파니올라, 모리타니아 속주로 다스렸다. 로마 제국 멸망 후에는 이베리아 반도에 고트인이 남하하였으며, 모로코를 포함한 북아프리카 지역에는 베르베르인들이 세력을 키웠으며, 후 아라비아 반도에서 무슬림들이 넘어와 자리를 잡았다.

### 중세
7~8세기 경 아랍인, 베르베르인, 무어인들이 지브롤터 해협을 넘어서 이베리아 반도를 침략하였다.우마이야 칼리파국은 이베리아 반도 남부로 진하였으며, 약 800년 동안 이베리아 반도를 지배하였다. 특히 이베리아 남부는 알안달루스라는 명칭으로 오랜 기간 동안 불렸다. 기나긴 레콩키스타 끝에, 15세기에 이르려 아라곤 연합왕국이 무어인들을 이베리아에서 완전히 몰아내고, 기독교 국가로서 스페인을 건설할 수 있었다. 당시 이베리아와 북아프리카 지역을 다스리고 있었던 마린 술탄국은 이베리아 영토를 잃고, 북아프리카 지역으로 쫓겨냈다. 이 과정에서 1497년, 스페인은 멜리야를 점령하고, 리스본 조약을 통해 세우타를  1668년에 자국 영토로 편입시켰다.

### 제국주의
20세기에 이르려, 서구 열강의 아프리카의 식민지화가 가속화되는 가운데, 모로코는 프랑스령 모로코 및 스페인령 모로코으로 분할되어 통치되었다. 이 당시 모로코는 보호령으로서 자치권을 보유하고 있었으나, 외세의 지배에 반대하는 내부 세력도 존재했다. 당시 스페인의 국권 침탈에 대하여 무장 투쟁 등 독립 운동이 발생하였으며, 모로코 북부에 리프 공화국의 개국이 선포되고, 이를 제압하기 위해 스페인과 리프 공화국 간 리프 전쟁이 발생하였다. 당시 리프 전쟁을 진압한 사람이 바로 프란시스코 프랑코다. 

### 모로코의 독립 이후
1956년 3월 2일 프랑스로부터 독립하면서, 모로코는 스페인령 모로코의 지역들을 또한 반환받았다. 그러나 최종적으로 멜리야와 세우타는 반환받지 못했다. 모로코와 스페인은 스페인 내전과 프란시스코 프랑코와 관련이 깊은데, 이는 프랑코가 당시 모로코 용병을 대거 이끌고 스페인 본토로 넘어가서 내전을 했기 때문이다.
현재 두 국가의 관계는 가깝지만 먼 이웃나라로 인식된다.

### 무역
스페인은 모로코에 2번째 최대 교역국이다.

## 영토 분쟁
과거 스페인령 아프리카 중 스페인령 북아프리카의 상당한 부분이 오늘날의 모로코의 영토이다. 과거 스페인령 아프리카의 섬들은 대표적으로 페뇽데벨레스데라고메라, 알우세마스 제도, 카나리아 제도 등이 있다. 이러한 섬들 덕분에 스페인의 해양 영토는 지브롤터 해협 및 지중해에서 모로코보다 크다. 모로코의 독립 이후에도 스페인은 전략적인 요충지를 반환하지 않았다. 이에 모로코는 멜리야와 세우타에 대한 반환을 요구하고 있다. 오늘날 북아프리카의 스페인 영토는 플라사스 데 소베라니아로 잘 알려져 있다.

## 서사하라 문제
오늘날 서사하라 지역은 과거 스페인이 1884년에서 1976년까지 식민 지배했던 곳이다. 아프리카의 탈식민지화에 따라 스페인이 스페인령 사하라에 대한 영유권을 포기하자, 모로코는 이 지역에 대한 영유권을 주장하며 영토의 대부분을 점령하였다. 이 과정에서 주변국 모리타니, 알제리 등과 모로코가 마찰을 겪었다. 최근 스페인은 모로코의 서사하라 정책을 지지하는 것으로 입장을 선회하였다.

## 난민 문제
아랍의 봄 이후 불안한 국내 정치 상황과 경제적 빈곤으로 모로코에서 스페인으로 가려는 난민의 수가 증가하고 있다. 이들은 주로 멜리야, 세우타로 밀입국을 시도하거나, 배를 이용해서 스페인 남부로 밀입국을 시도한다.

## 같이 보기
- 모로코의 대외 관계
- 스페인의 대외 관계